# Monteille

Monteille este o comună în departamentul Calvados, Franța. În 1 ianuarie 2018 avea o populație de 150 de locuitori.